# His House in Order; or, The Widower's Quest
His House in Order; or, The Widower's Quest è un cortometraggio muto del 1913 diretto da Wilfrid North.

## Trama
Florence, la sorella di Charles Duckworth, è corteggiata da Jack, un vecchio amico di suo fratello. Charles è ormai vedovo da alcuni anni ed è rimasto solo con la piccola Nell. In tutto quel periodo, Florence ha fatto la padrona di casa ma adesso è tempo anche per lei di sposarsi e lasciare la casa di Charles. Così gli consiglia di trovarsi una nuova moglie tra le molte ragazze che sicuramente ambiscono a sposarlo. Charles chiede alla figlioletta se l'idea incontra la sua approvazione: Nell è entusiasta, scegliendo come nuova mamma Alice, la sua governante. Anche se Alice sembra imbarazzata, la cosa finisce tra le risate generali. Mentre il padrone di casa esce con un elenco di papabili al ruolo di moglie, i suoi domestici organizzano una festicciola estemporanea. Charles pensa prima a una certa Kate, ma questa è troppo vivace; poi May, ma pure questa non va bene perché è troppo languida. A Gladys manca una natura affettuosa mentre Margaret è una ragazza troppo moderna, che fuma e ama divertirsi. Charles, allora, ritorna con il pensiero alla visione di Alice che racconta le fiabe a Nell, sedute tutte e due insieme accanto al caminetto. Decide così di tornare a casa. I domestici, intanto, con il loro baccano hanno svegliato la governante. Quando lei viene giù a protestare, le dicono di farsi di affari suoi ma, al sopraggiungere del padrone, si danno alla fuga. Charles rivede adesso Alice con Nell, rendendosi conto di come le due si amino e di come la sua ricerca di una moglie sia per lui terminata.

## Produzione
Il film fu prodotto dalla Vitagraph Company of America.

## Distribuzione
Distribuito dalla General Film Company, il film - un cortometraggio in una bobina - uscì nelle sale cinematografiche statunitensi l'11 giugno 1913.